# Pyšel
Obec Pyšel (v místním nářečí Pešelo, německy Pischel) se nachází v okrese Třebíč v Kraji Vysočina. Leží asi 10 km severovýchodně od Třebíče. Žije zde 475 obyvatel. Obec se dělí na dvě části, vlastní Pyšel a vesnici Vaneč.
Sousedními obcemi sídla jsou Čikov, Budišov, Pozďatín, Kamenná, Studenec, Zahrádka a Tasov.

## Název
Jméno vesnice bylo odvozeno od osobního jména Pyšel (jehož základem bylo sloveso pyšeti – „funět“) a znamenalo „Pyšelův majetek“. Z nepřímých pádů (Pyšele, Pyšeli) se vyvinul tvar středního rodu Pyšelo, který je už v nejstarším písemném dokladu z roku 1349 a ve středověku se užíval střídavě s tvarem Pyšel, po třicetileté válce nicméně převládl. Teprve v první třetině 20. došlo k návratu k mužskému Pyšel (v místním nářečí se nicméně i poté udrželo Pešelo).

## Geografie
Ze západu na východ prochází přes území obce silnice z Pozďatína do Zahrádky, ze zastavěného území obce pak severozápadně vychází silnice do Budišova a severně do Tasova přes část obce Vaneč. Východně z obce vede užitková silnice ke hřbitovu a dále ke křížku s výhledem. Ze severu na jih přes území obce prochází cyklostezka 5208, z ní pak východně v zastavěném území obce vychází odbočka 5208A a přes severní okraj území obce prochází cyklostezky 5109 a Mlynářská cyklostezka. Přes území obce prochází zelená a žlutá turistická stezka.
Velká část území obce je využívána zemědělsky, území je však členěno častými remízky a mezemi. Západně od obce je zalesněná oblast okolo kopce Pyšelská horka, severně je zalesněná část Padělky a údolí potoka Podkovák a na severním okraji u části obce Vaneč je zalesněno i údolí řeky Oslavy. Několik menších lesů je i jižně a jihovýchodně od zastavěného území obce. Na severním okraji zastavěného území obce se nachází velký areál zemědělského družstva a na jižním okraji části Vaneč se nachází několik budov líhně. 
Asi 300 metrů západně od okraje území obce pramení potok Třeběnec, ten pak teče dál východně a severně od zastavěného území obce se vlévá do potoka Podkovák, do potoka Podkovák se dále severně vlévá i další nepojmenovaný potok. Potok Podkovák vytéká z Horního rybníku, který se nachází na západním okraji zastavěného území obce, posléze již vytéká jako zatrubněný potok a protéká přes zastavěné území obce a až na návsi tvoří požární nádrž, z které dále teče severně, ale stále je zatrubněn. Na povrch se vrací až u rybníka Dolníček, dál tvoří údolí severně od zastavěného území obce, protéká přes rybník Podkova, pod ním se do něj vlévá nepojmenovaný přítok a dál na sever potok Podkovák pokračuje v hlubokém zalesněném údolí a nedaleko Dobrovolného mlýna ústí do Oslavy. Část západní hranice území obce tvoří nepojmenovaný přítok Oslavy. Řeka Oslava protéká přes severní část území obce a půlí část obce Vaneč, západně od Vanče tvoří ostrov, kdy jej obtékají dvě ramena Oslavy, pak teče dále na východ a po asi 30 km ústí u Ivančic do Jihlavy. Přes část Vaneč protéká i další nepojmenovaný přítok Oslavy. Část východní hranice území obce tvoří další nepojmenovaný přítok Oslavy, který tvoří poměrně výrazné údolí. Malou část východní hranice tvoří pramen Žlebského potoka, který pak pokračuje dále na východ k Zahrádce, kde po několika kilometrech ústí do Oslavy. Na jihovýchodním okraji území obce pramení Častotický potok, ten pak teče dál na východ a nedaleko Okarce ústí do Okareckého potoka. Na jižní hranici území obce se nachází rybníky Maršoveč a Čepička, které tvoří stejnojmennou přírodní památku a z těchto rybníků vytéká Maršovecký potok, nedaleko se nachází těsně za hranicí i rybník Hranečník, z kterého vytéká východně Hranečnický potok. 
Nadmořská výška se pohybuje od 375 metrů nad mořem v údolí Oslavy u části Vaneč po cca 510 metrů nad mořem na jižním okraji území obce, území obce se postupně směrem na sever snižuje, aby následně dále na sever až k hranici území opět vystoupalo cca k 430 metrům nad mořem. U Oslavy se nachází výrazná skála. Potoky Podkovák a jeden z přítoků Oslavy tvoří hluboké a zalesněné údolí. Jižně od zastavěného území obce se nachází Pyšelská horka (510 m) a Havary (501 m). Na jihovýchodním okraji se nachází nepojmenovaný kopec s kótou 461 m, těsně za východní hranicí se pak nachází v lese kopec s kótou 474 m. 
Zastavěné území obce se nachází uprostřed jižní části území obce, na jižním okraji území obce u rybníka Hranečník se nachází chatová osada. Na severním okraji území obce se nachází část Vaneč, která je rozdělena na dvě menší části řekou Oslavou, potokem Podkovák je pak ještě oddělena chatová osada u Dobrovolného mlýna, další chaty se nachází i dále východně u řeky Oslavy nebo v lese nad řekou. Menší chatová osada se nachází i na severním břehu řeky Oslavy. 
V zastavěném území obce se nachází pozůstatky někdejší tvrze, přes vesnici vede Naučná stezka Dokola okolo Pyšela, jižně od obce se nachází nad kopci kaple Panny Marie s přilehlou uměle vybudovanou jeskyní. Na jižním okraji území obce se nachází část přírodní památky Maršovec a Čepička. V části Vaneč se nachází památný strom Dub ve Vanči.

## Historie
První písemná zmínka o obci pochází z roku 1349, kdy je zmíněna Jitka z Pyšela, která se tří lánů v Pyšele ve prospěch svého bratra Náhrada z Pyšele a v roce 1354 prodala dvůr v Pyšelu. V roce 1373 pak Ondřej z Pyšele pronajal část majetků v Pyšelu Hartmanovi z Medlova. V roce 1385 pak Ondřej svou manželku Ofku předal část majetku v Pyšelu a připojil k Pyšelu Štěpánovice, které získal od znojemského měšťana. Jeho bratr Vlček roku 1420 pak se spojil s manželkou, která se po jeho smrti znovu vdala za Mikuláše Něpra z Vojslavic, který se pak stal dalším majitelem vsi. Mikuláš posléze v roce 1447 předal věno na Pozďatín a Vlčatín. Zhruba do 15. století nedaleko vesnice existovala vesnice Říčánky, ty roku 1390 vlastnil Ondřej z Pyšele, připomenuty byly jako pustá vesnice ještě v roce 1536.
Ondřej z Pyšele se následně začal nazývat Ondřejem z Okarce, neboť Jindřich z Okarce, který neměl potomky se spolčil s Ondřejem z Pyšele a Pyšel a Okarec se tak spojily. Po smrti Ondřeje zdědil majetky Václav z Okarce, který zemřel bezdětný a tak se o majetek přihlásili pánové z Mírova a Říčanští pánové. V roce 1476 byl majitelem Okarce Zikmund Válecký z Mírova a Okarce, roku 1480 pak Okarec, Říčánky, Pyšel, Hartvíkovice a kapli ve Vícenicích vlastnili Zikmund z Mírova a Markvart z Mírova. V roce 1481 pak Okarec vlastnil opět už pouze Zikmund Válecký. V roce 1497 připojil k Okarci také Vlčatín, Pozďatín, Hroznatín a Bochovice. Zemřel kolem roku 1500 a jeho majetky zdědil jeho bratr Markvart, následně jeho majetky zdědil jeho syn Vilém Válecký z Mírova a posléze majetky zdědila Mandalena z Mírova s manželem Znatem z Lomnice. Ti roku 1556 s Burianem Osovským z Doubravice vyměnili Okarec, Pyšel, Říčánky a statky v Hartvíkovicích za Říčany u Rosic, ten záhy předal nově nabyté majetky a Pozďatín, Vlčatín, Bochovice, Hroznatín a část Popůvek Oldřichovi z Lomnice a tak se Okarec stal součástí náměšťského panství.
V témže roce Oldřich z Lomnice zakoupil také od Vratislava z Pernštejna Sedlec, část Hartvíkovic, Třesov, Kozlany, Studenec, Koněšín, Smrk, Kojatín a hrady Kokštejn a Kozlov, v roce 1560 zakoupil ještě hrad Lamberk, tvrz v Březníku a Kuroslepech. Dalším majitelem náměšťského panství byl Jan z Žerotína, který přikoupil ještě Rosice, v roce 1570 přikoupil také Batouchovice a roku 1573 i Kralice, Lhotice, Kuroslepy, Březník, Jakubov a hrad Kraví Hora. Jan z Žerotína zemřel roku 1583, jeho synové zdědili panství, majetku se ujal Jan Diviš, ten zemřel roku 1616, ale již roku 1613 se majetku ujal druhý syn Karel starší z Žerotína, který roku 1615 přikoupil také Jinošov. V roce 1614 se oženil s Kateřinou z Valdštejna a získal tak vládu nad Třebíči. Karel však byl pronásledován a nakonec byl donucen odejít do exilu a jeho majetky odkoupil Albrecht z Valdštejna a ten jej předal Janovi Baptistovi z Verdenberka, po něm panství zdědil jeho syn Ferdinand, ten roku 1649 přikoupil k panství Jasenici. Po jeho smrti získal právo nakládat s panstvím jeho synovec Alexandr, následně pak majetky získal jeho syn Jan Filip z Verdenberka, jeho syn zemřel předčasně a tak po něm panství zdědil Václav Adrian z Enckevoirtu, po něm pak část panství zdědila Marie Františka Koloničová a další část pravnučky Kamily z Verdenberka. V roce 1743 pak panství zakoupila Františka z Kufštejna, manželé z Kufštejna však brzy zemřeli a roku 1752 zakoupil panství Bedřich Vilém z Haugvic a Biskupic, Haugvicové vlastnili panství až do roku 1945.
V roce 1789 byla ve vsi založena škola, ta pak byla roku 1867 zvětšena. Větší budova však nestačila a tak se postupně zavedlo půldenní vyučování a následně se začaly vyškolovat obce, které si založily vlastní školu. V roce 1891 pak byla škola přestavěna na dvojtřídku. Roku 1788 byl postaven kostel svaté Barbory.
V roce 1896 byla založena hospodářská beseda, v roce 1898 hasiči, v roce 1911 Národní Jednota a Omladina a v roce 1924 Orel a sportovní klub.
Do roku 1849 patřil Pyšel do náměšťského panství, od roku 1850 patřil do okresu Moravský Krumlov, pak od roku 1868 do okresu Třebíč a posléze do okresu Velká Bíteš a od roku 1960 do okresu Třebíč. Již od roku 1848, kdy došlo ke vzniku samosprávných obcí, byla součástí Pyšela také vesnice Vaneč, a to až do roku 1900; znovu se připojila roku 1964 a součástí Pyšela je dosud.
| Rok            | 1869 | 1880 | 1890 | 1900 | 1910 | 1921 | 1930 | 1950 | 1961 | 1970 | 1980 | 1991 | 2001 | 2011 |
| Počet obyvatel | 572  | 559  | 571  | 552  | 518  | 561  | 593  | 520  | 539  | 490  | 487  | 463  | 458  | 467  |

## Politika
V letech 2006–2010 působila jako starostka Věra Machátová, od roku 2010 tuto funkci zastává Mgr. Martina Brestovská.

### Volby do Poslanecké sněmovny
|       | 2006                | 2010                | 2013                | 2017                | 2021                  |
| ----- | ------------------- | ------------------- | ------------------- | ------------------- | --------------------- |
| 1.    | ČSSD (34,05 %)      | ČSSD (23,66 %)      | KDU-ČSL (27,8 %)    | ANO (26,92 %)       | ANO (34,74 %)         |
| 2.    | KDU-ČSL (27,58 %)   | KDU-ČSL (18,3 %)    | ČSSD (20,62 %)      | KDU-ČSL (20,0 %)    | SPOLU (20,84 %)       |
| 3.    | ODS (15,51 %)       | ODS (13,39 %)       | KSČM (16,14 %)      | KSČM (11,53 %)      | Piráti+STAN (14,67 %) |
| účast | 64,62 % (232 z 359) | 64,39 % (226 z 351) | 60,86 % (227 z 373) | 68,24 % (260 z 381) | 69,71 % (260 z 373)   |

### Volby do krajského zastupitelstva
|      | 1.                 | 2.                | 3.                       | účast               |
| ---- | ------------------ | ----------------- | ------------------------ | ------------------- |
| 2000 | 4KOALICE (53,21 %) | ČSSD (15,59 %)    | ODS (11,92 %)            | 30,96 % (113 z 365) |
| 2004 | KDU-ČSL (55,55 %)  | ODS (17,17 %)     | ČSSD (13,13 %)           | 27,5 % (99 z 360)   |
| 2008 | ČSSD (32,85 %)     | KDU-ČSL (23,57 %) | ODS (12,85 %)            | 40,92 % (142 z 347) |
| 2012 | KDU-ČSL (26,61 %)  | KSČM (20,96 %)    | ČSSD (20,96 %)           | 39,38 % (138 z 353) |
| 2016 | KDU-ČSL (29,55 %)  | ČSSD (16,35 %)    | ANO 2011 (13,2 %)        | 42,33 % (160 z 378) |
| 2020 | ANO (24,65 %)      | KDU-ČSL (21,91 %) | STAN+SNK ED (10,95 %)    | 39,95 % (147 z 368) |
| 2024 | ANO (41,93 %)      | KDU-ČSL (16,77 %) | ODS+TOP 09+STO (11,61 %) | 43,32 % (158 z 367) |

### Prezidentské volby
V prvním kole prezidentských voleb v roce 2013 první místo obsadil Miloš Zeman (103 hlasů), druhé místo obsadil Jan Fischer (42 hlasů) a třetí místo obsadil Karel Schwarzenberg (35 hlasů). Volební účast byla 72,83 %, tj. 260 ze 357 oprávněných voličů. V druhém kole prezidentských voleb v roce 2013 první místo obsadil Miloš Zeman (181 hlasů) a druhé místo obsadil Karel Schwarzenberg (78 hlasů). Volební účast byla 72,22 %, tj. 260 ze 360 oprávněných voličů.
V prvním kole prezidentských voleb v roce 2018 první místo obsadil Miloš Zeman (133 hlasů), druhé místo obsadil Pavel Fischer (60 hlasů) a třetí místo obsadil Jiří Drahoš (47 hlasů). Volební účast byla 72,44 %, tj. 276 ze 381 oprávněných voličů. V druhém kole prezidentských voleb v roce 2018 první místo obsadil Miloš Zeman (170 hlasů) a druhé místo obsadil Jiří Drahoš (102 hlasů). Volební účast byla 71,20 %, tj. 272 ze 382 oprávněných voličů.
V prvním kole prezidentských voleb v roce 2023 první místo obsadil Andrej Babiš (134 hlasů), druhé místo obsadil Petr Pavel (60 hlasů) a třetí místo obsadila Danuše Nerudová (45 hlasů). Volební účast byla 76,74 %, tj. 287 ze 374 oprávněných voličů. V druhém kole prezidentských voleb v roce 2023 první místo obsadil Andrej Babiš (155 hlasů) a druhé místo obsadil Petr Pavel (136 hlasů). Volební účast byla 78,55 %, tj. 293 ze 373 oprávněných voličů.

## Pamětihodnosti
- Zbytek gotické tvrze ze 14. století,[27] která však v 15. století zanikla. Zachovala se kamenná věžovitá třípodlažní stavba, dříve pravděpodobně vyšší.[28] V roce 2019 došlo k rekonstrukci tvrze, která je v soukromém vlastnictví, obec Pyšel se podílela finančně na opravě[29]
- Pozdně barokní kostel svaté Barbory[9][27]
- Fara z roku 1788[27]
- Poutní kaple Panny Marie Na stráži z roku 1901, do současné podoby přestavěna v roce 1935, pod kaplí je vybudována tzv. jeskyňka – menší kaplička, nacházející se jižně od obce[27]
- Tři smírčí kameny ze středověku v okolí obce[27]

## Osobnosti
- František Čech (1876–?), legionář
- Petr Široký (1903–1983), letecký akrobat a pilot

## Galerie

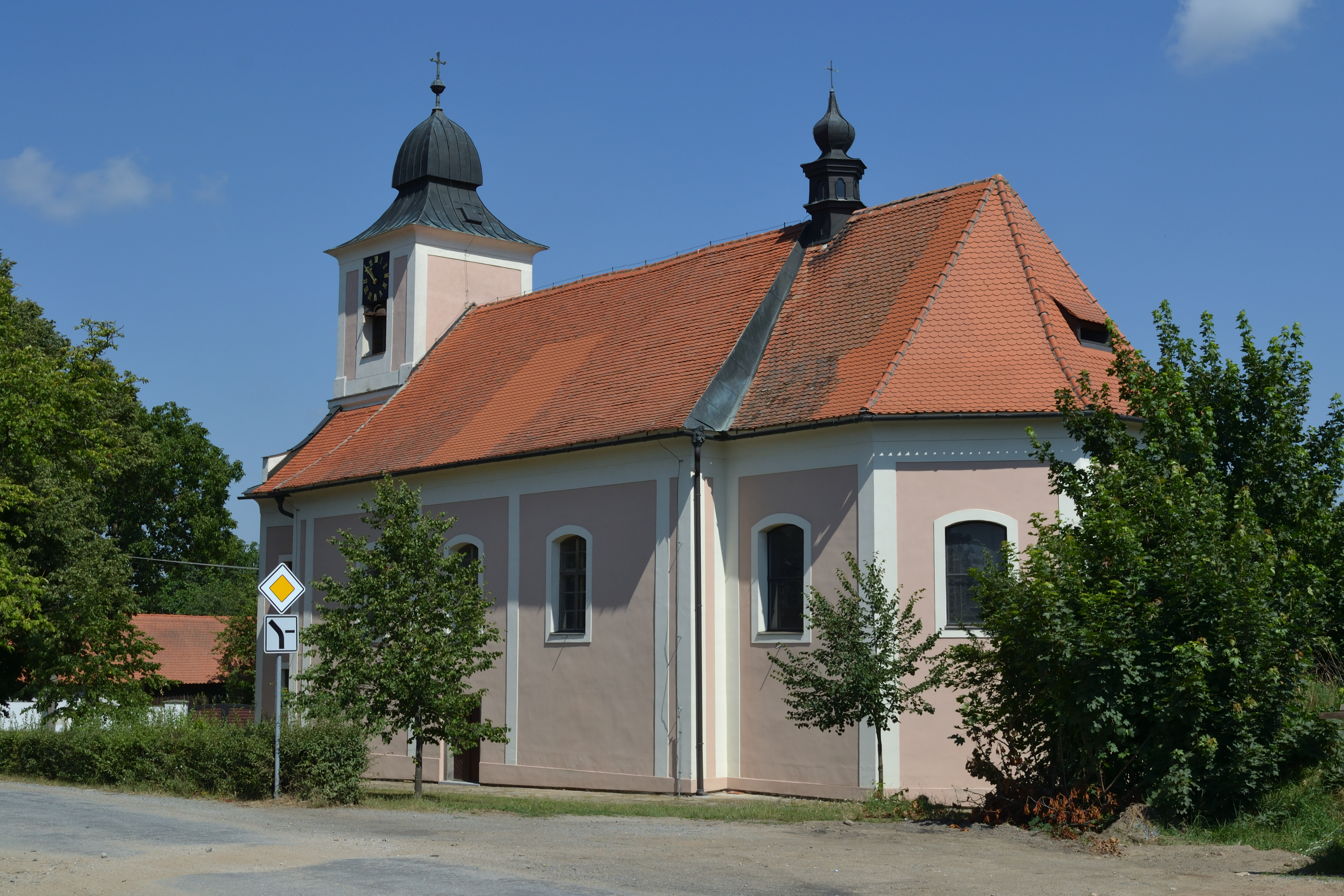
Kostel sv. Barbory
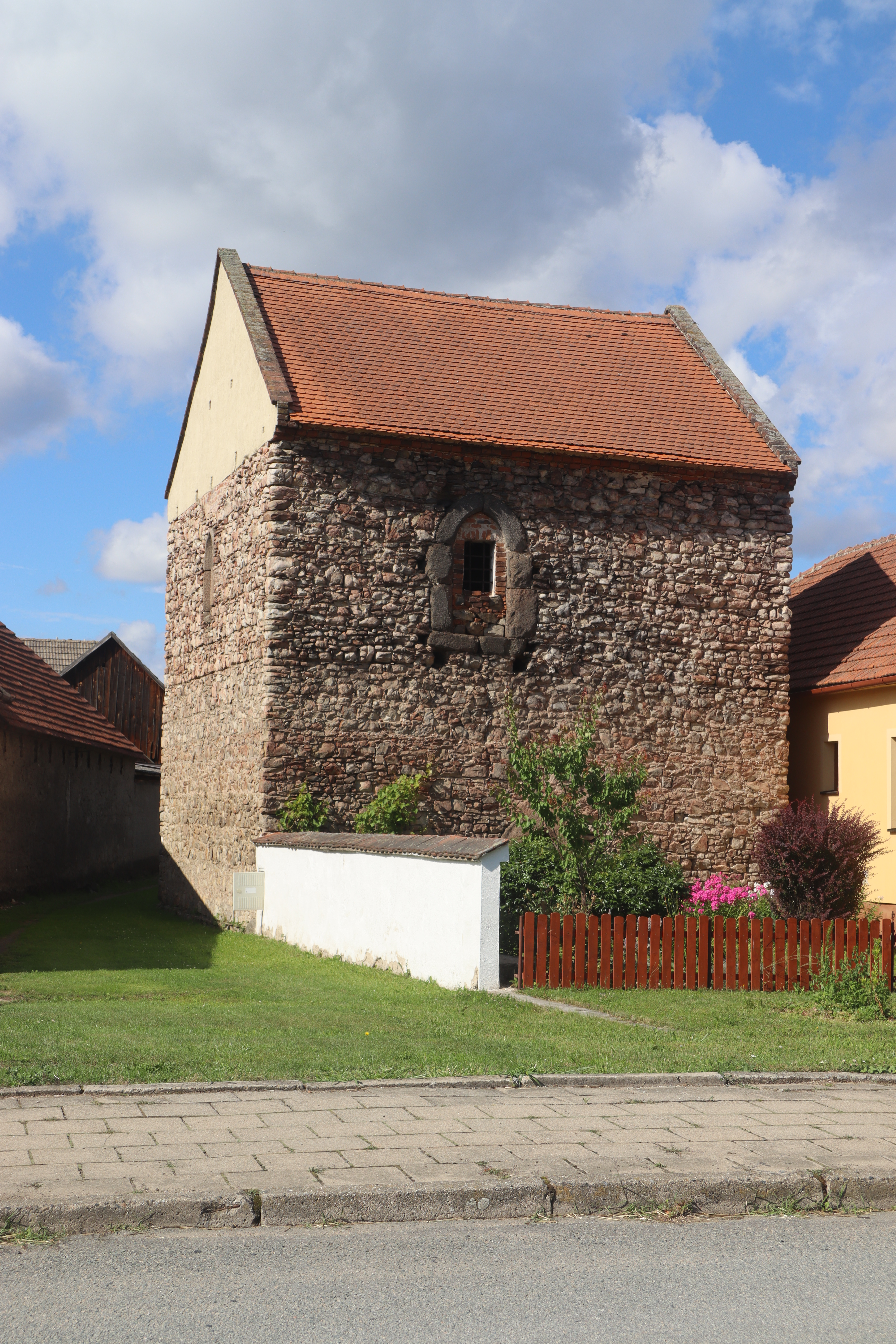
Gotická tvrz
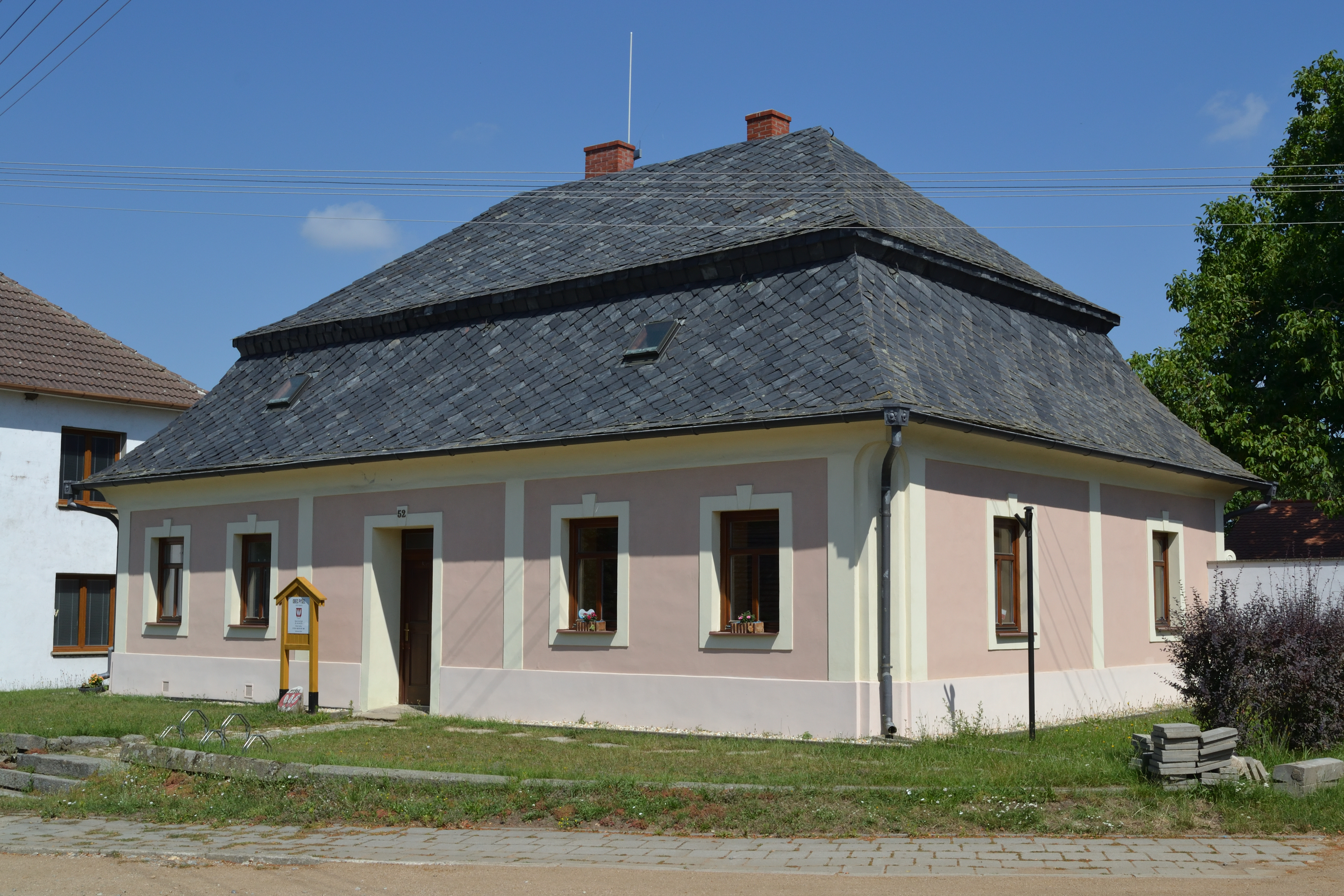
Obecní úřad, bývalá fara čp. 52
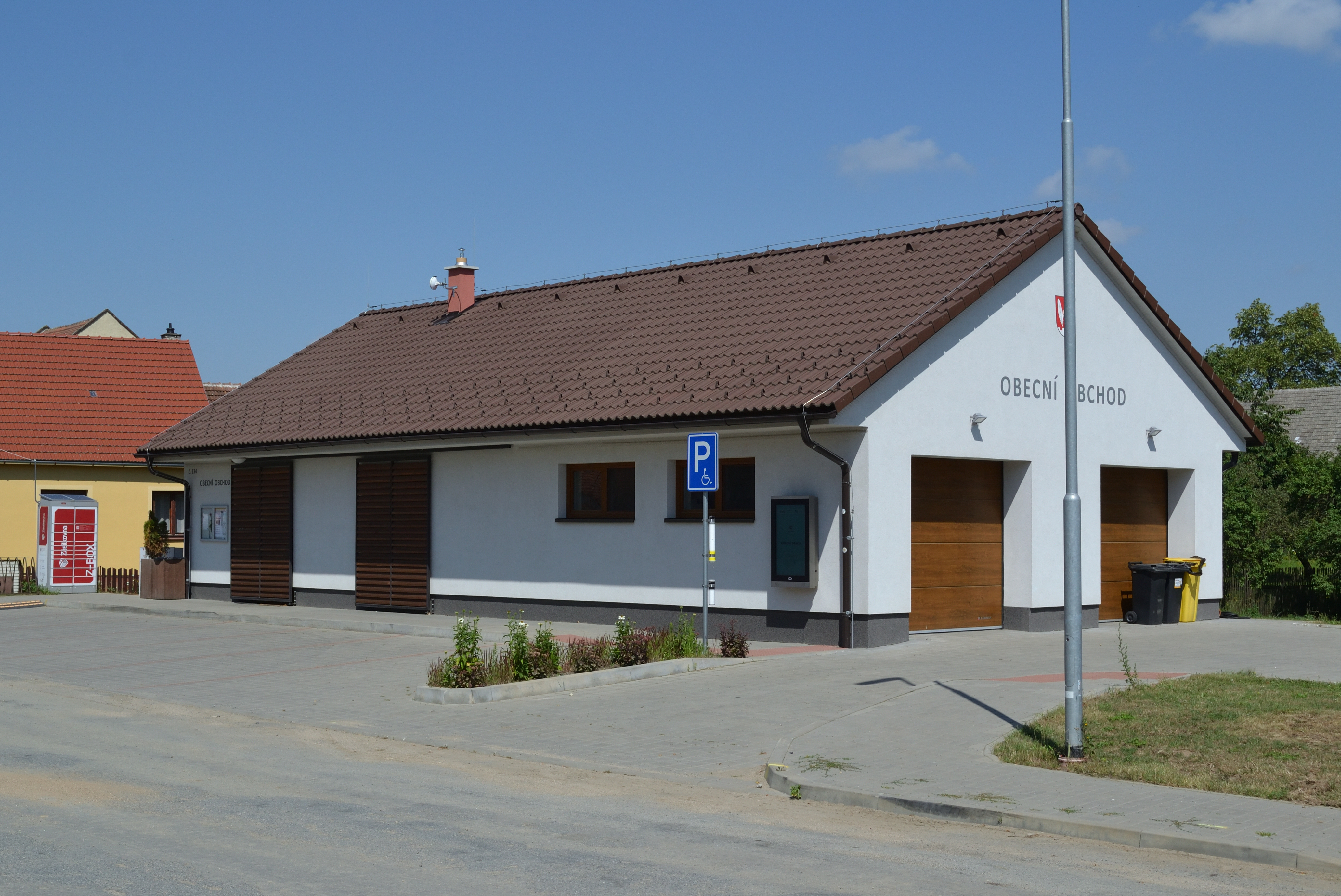
Obecní obchod
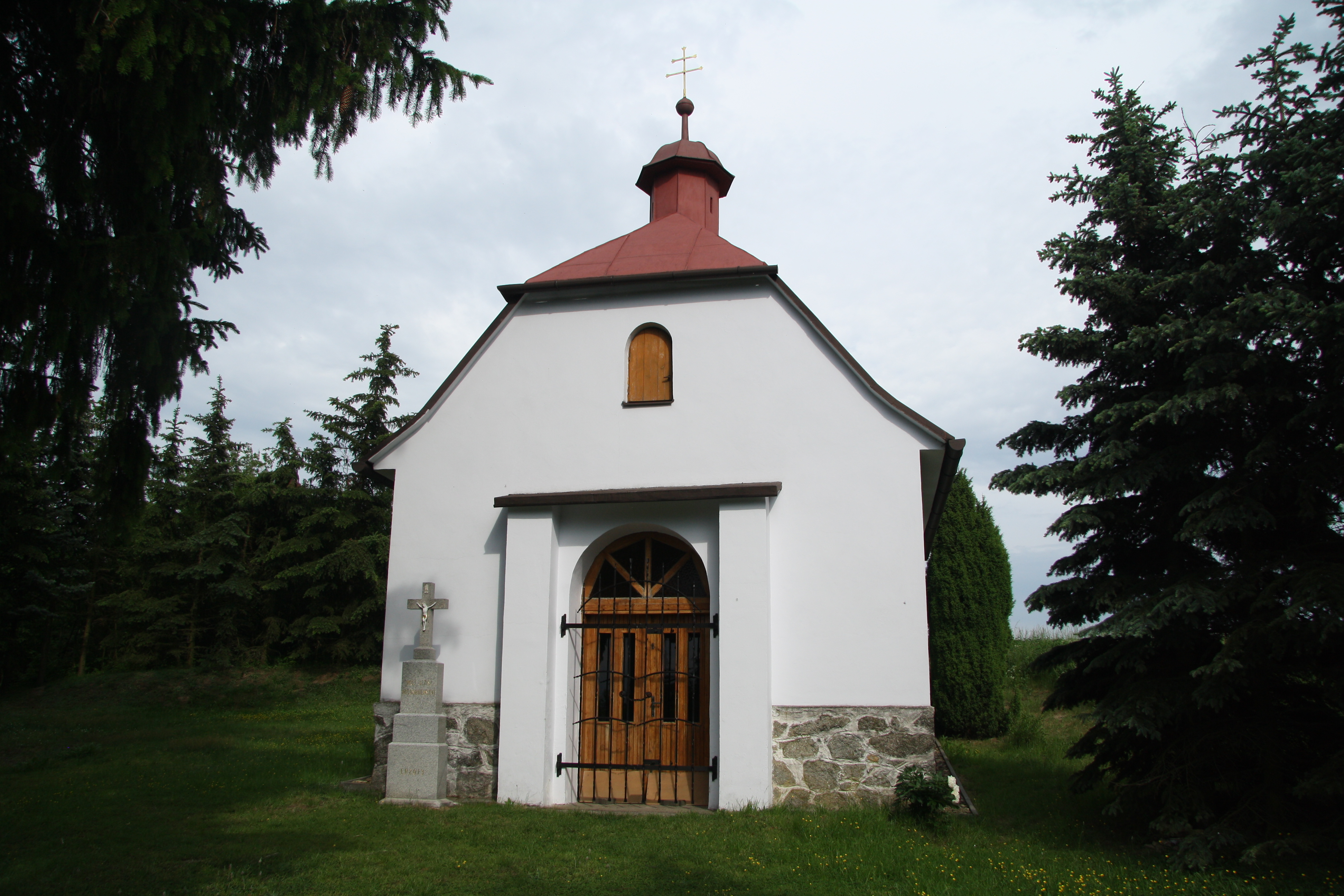
Kaple Panny Marie
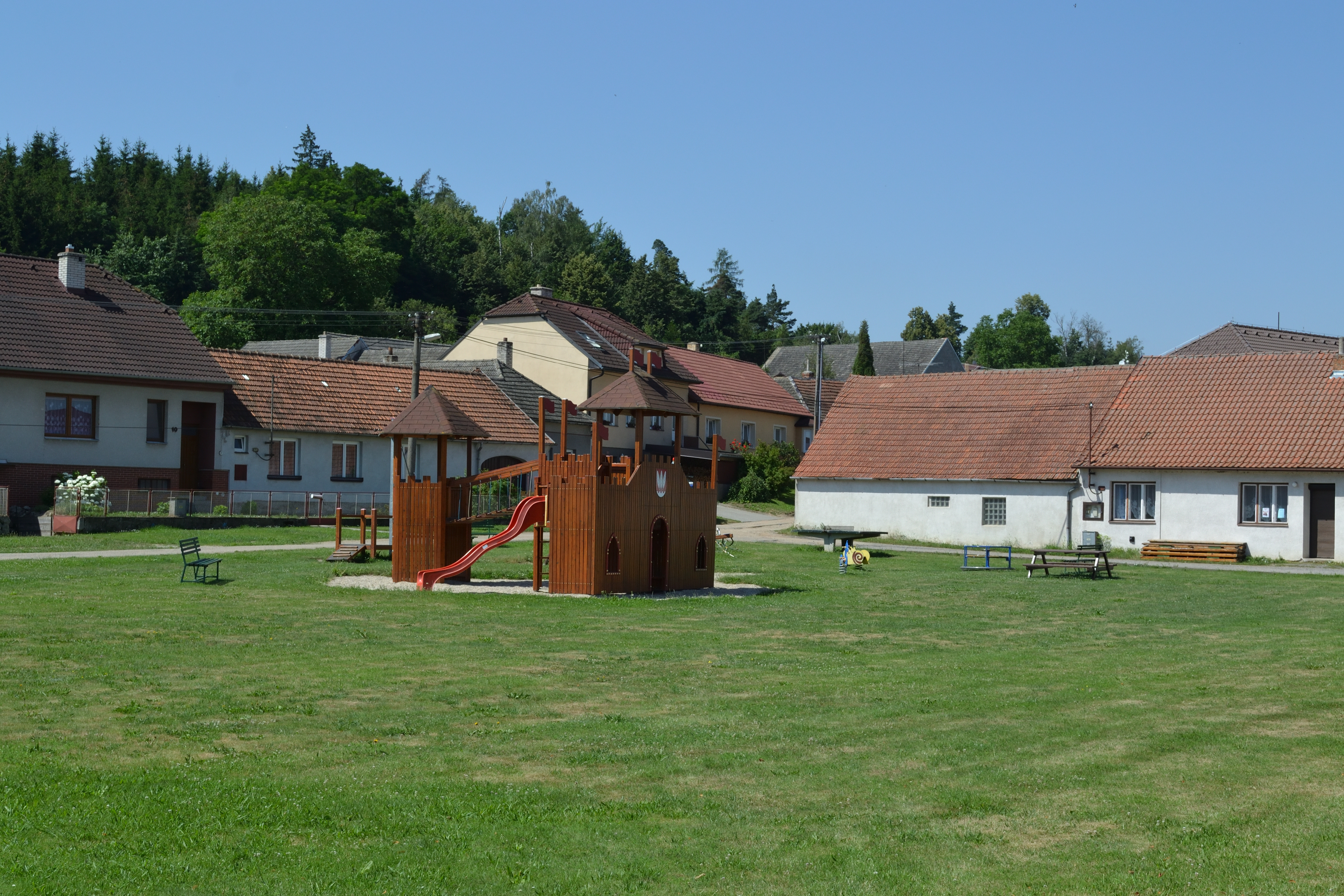
Náves, východní část
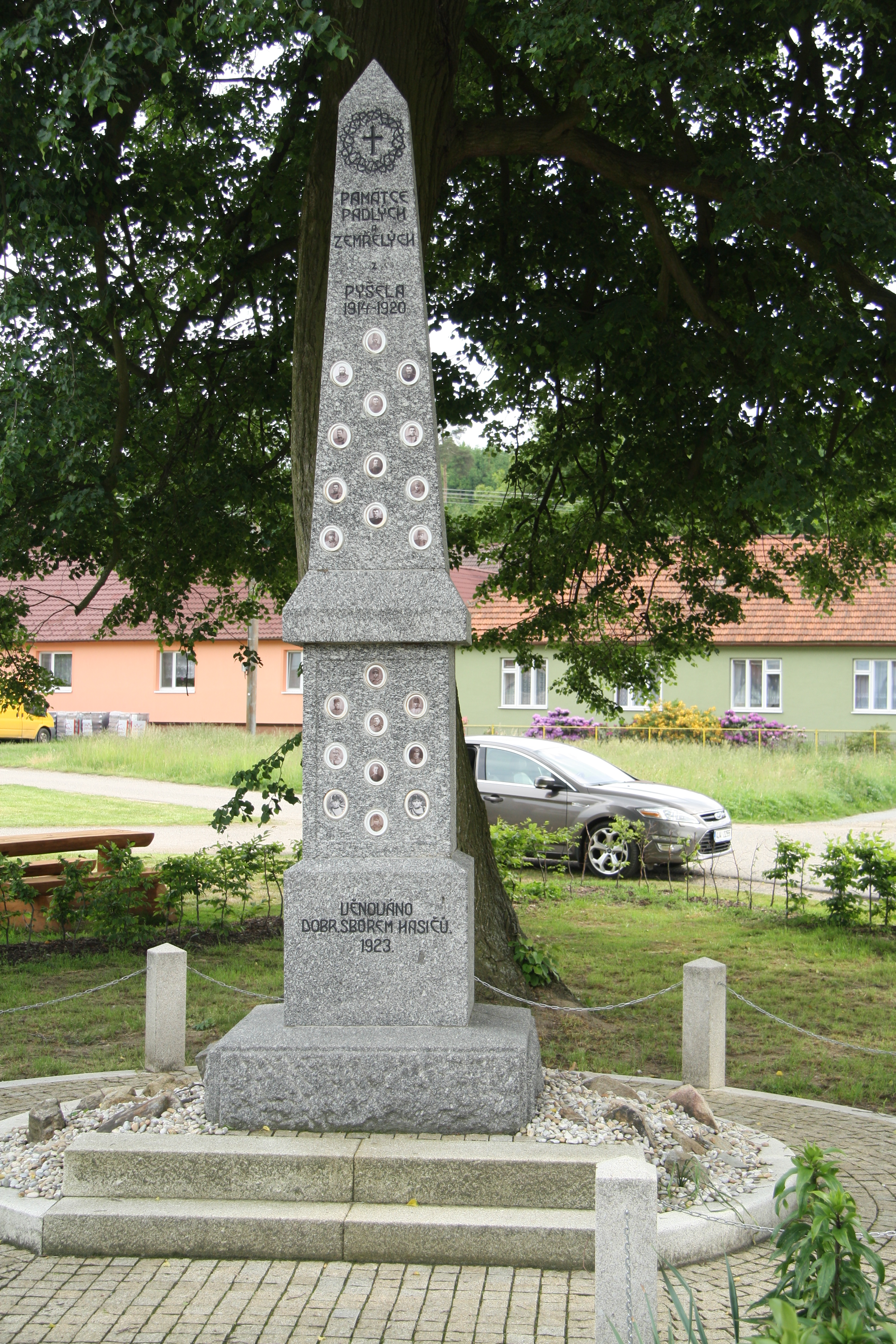
Pomník padlým v I. světové válce